# Naturschutzgebiet Feuchtgrünland am Haus Hubertus
Das Naturschutzgebiet Feuchtgrünland am Haus Hubertus mit einer Größe von 1,7 ha liegt östlich von Gudenhagen im Stadtgebiet von  Brilon an der Landstraße. Das Gebiet wurde 2001 mit dem Landschaftsplan Hoppecketal durch den Hochsauerlandkreis als Naturschutzgebiet (NSG) ausgewiesen. Das NSG grenzt im Westen direkt an die Bundesstraße 251. Der ehemalige Gasthof St. Hubertus grenzt im Norden an. Etwas weiter nördlich liegt das Naturschutzgebiet Vor’m Hängeberg.

## Gebietsbeschreibung

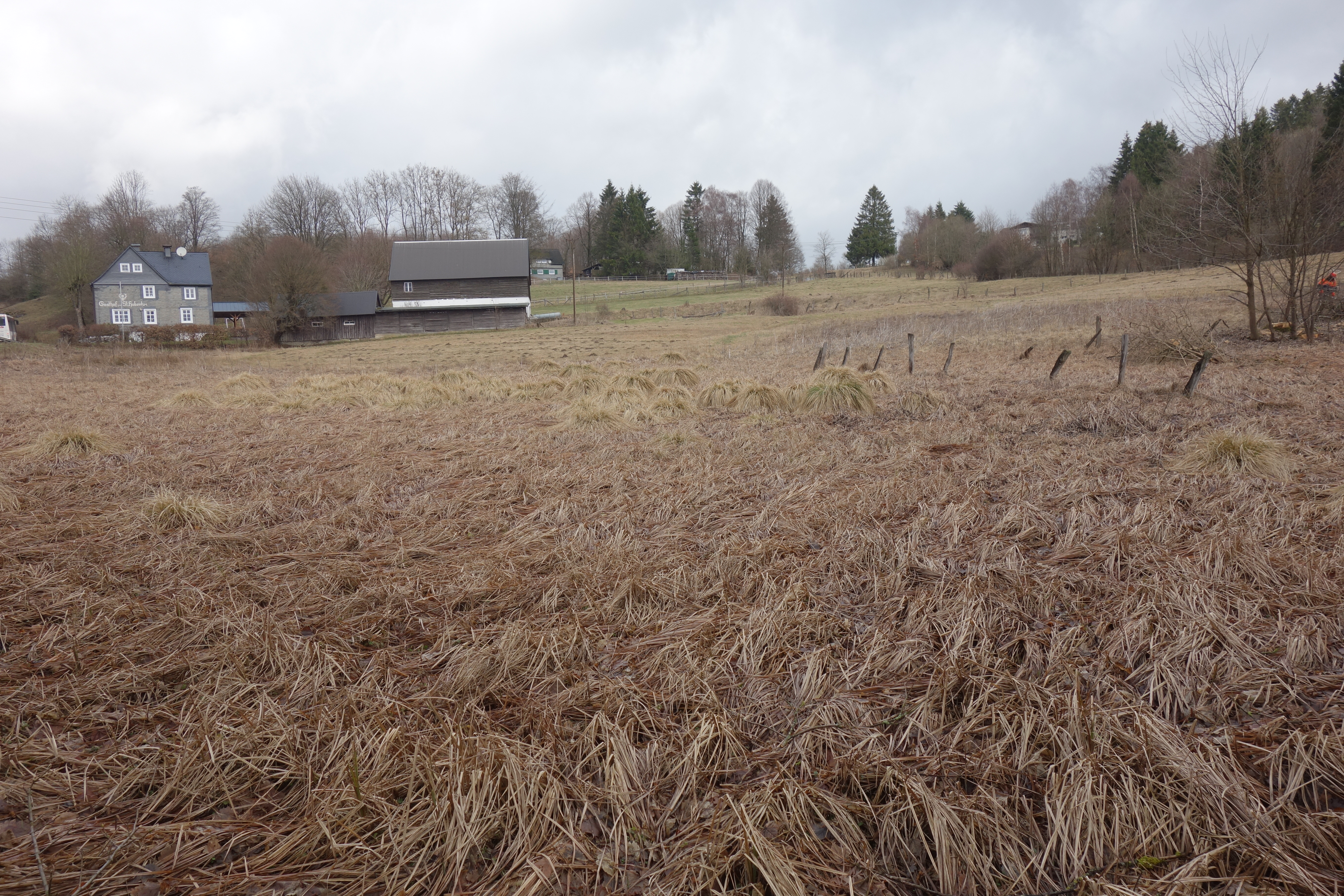
NSG im März

Beim NSG handelt es sich um einen Grünlandbereich an einem schwach nach Südwesten geneigtem Hang. Beim Grünland handelt es sich teilweise um mäßig mageres Grünland und teilweise quelliges Feucht- und Nassgrünland. Auch ein großflächiges sickernasses Grosseggenried im Süden der Fläche gehört zum NSG. Das Grosseggenried ist von alten Gräben durchzogen Ein betonbefestigter Hofraum von Haus Hubertus, der von Obstbäumen umgeben ist, gehört zum NSG.
Im Gebiet kommen gefährdete Pflanzenarten vor. Laut der Datenbank der LANUV kommen Arten wie Acker-Witwenblume, Brennender Hahnenfuß, Dornige Hauhechel, Echtes Mädesüß, Flatter-Binse, Flutender Schwaden, Glieder-Binse, Großer Wiesenknopf, Nickende Distel, Ross-Minze, Rotes Straußgras, Schmalblättriges Weidenröschen, Sumpf-Kratzdistel, Sumpf-Segge, Sumpf-Vergissmeinnicht, Wald-Engelwurz, Wald-Simse und Wiesen-Knöterich vor.
Das NSG wird mit Rindern beweidet.

## Schutzzweck
Im NSG soll das Grünland schützen. Wie bei allen Naturschutzgebieten in Deutschland wurde in der Schutzausweisung darauf hingewiesen, dass das Gebiet „wegen der Seltenheit, besonderen Eigenart und Schönheit des Gebietes“ zum Naturschutzgebiet wurde.
Der Landschaftsplan führt zum speziellen Schutzzweck auf: „Erhaltung von Lebensgemeinschaften des Nass- und Feuchtgrünlandes, von denen einige Bestandteile regional bzw. landesweit gefährdet sind.“